# 思坡镇
思坡乡，是中华人民共和国四川省宜宾市翠屏区下辖的一个乡镇级行政单位。

## 行政区划
思坡乡下辖以下地区：
东坡社区、星星村、临江村、中河村、小龙村、新春村、望江村、四中村、心宁社区村、会诗社区村、胡家村、五块村、常庆村、天台村、秀峰村、玉屏社区村、月寺村、邓艮村和花马村。